# 12-Stunden-Rennen von Sebring 2009

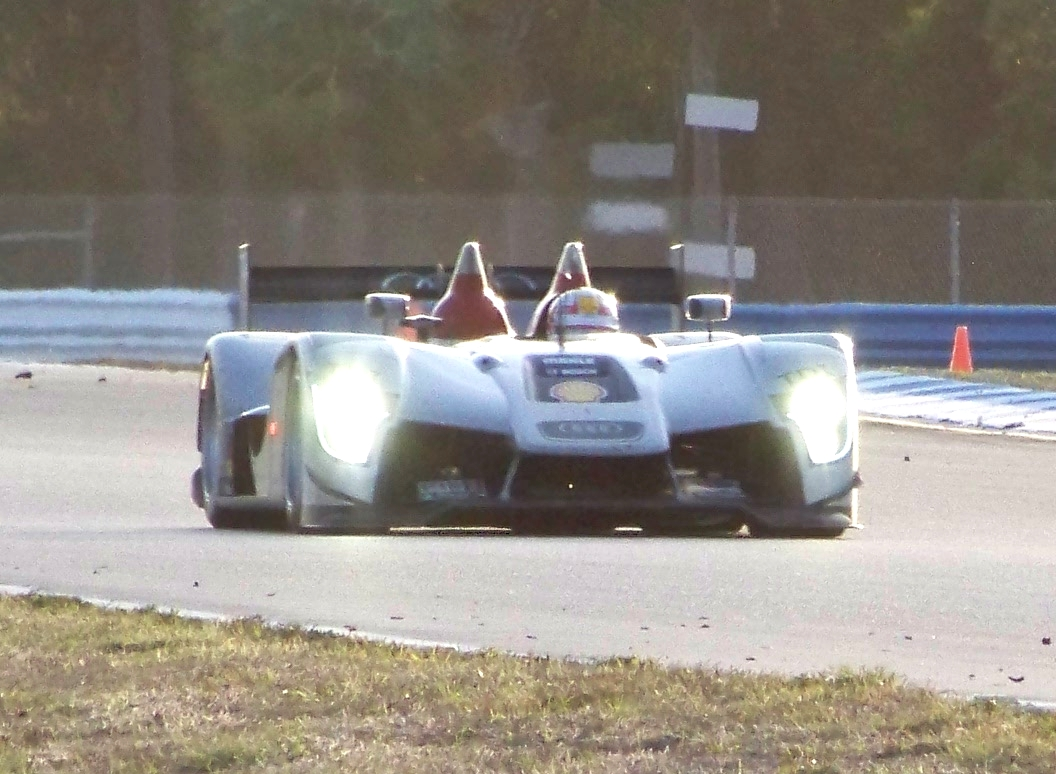
Tom Kristensen im siegreichen Audi R15 TDI vor der Fangio Schikane

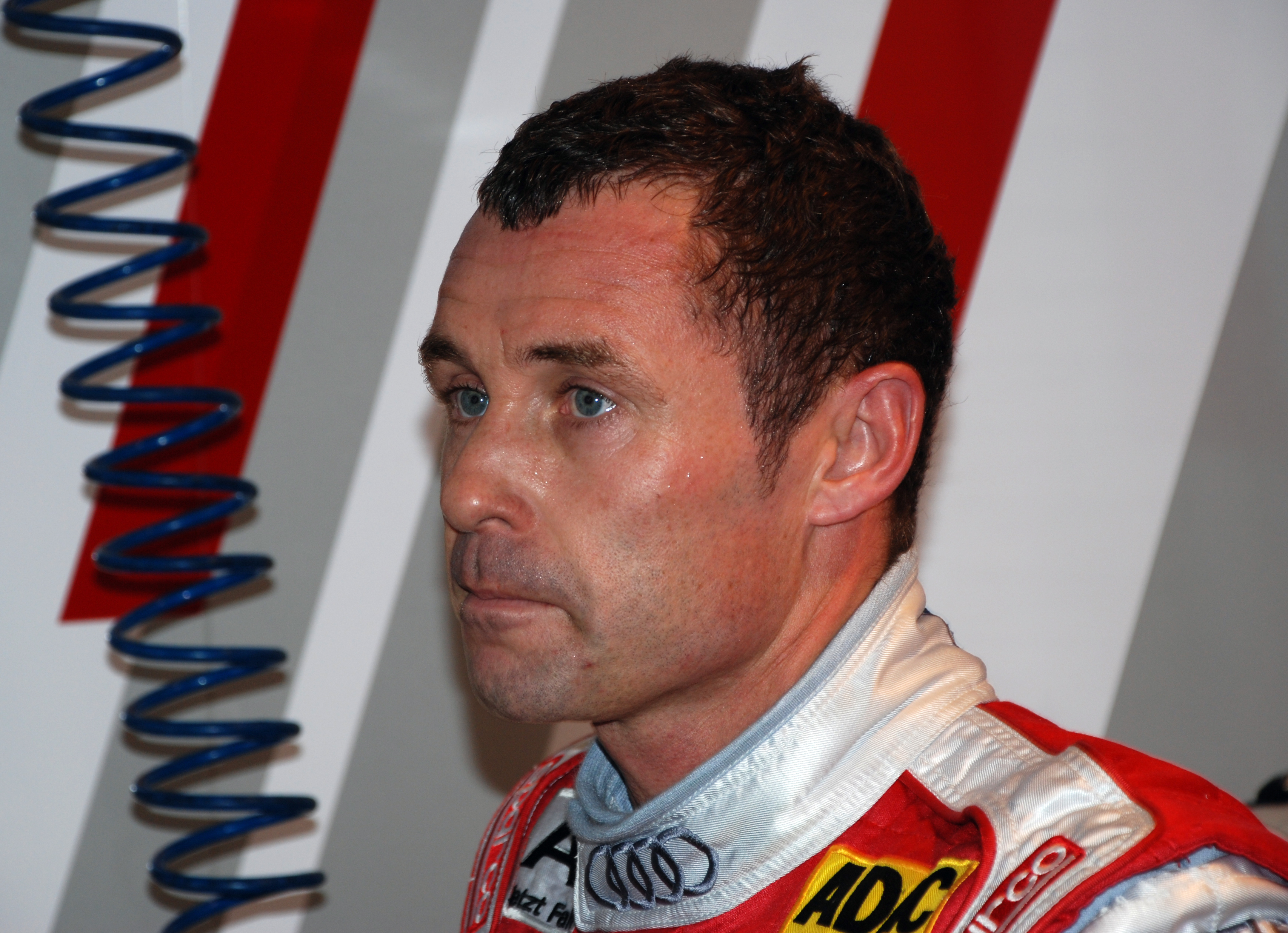
Tom Kristensen gewann zum fünften Mal die Gesamtwertung des 12-Stunden-Rennens

Das 57. 12-Stunden-Rennen von Sebring, auch 57th Mobil 1 Twelve Hours of Sebring, Sebring International Raceway, Sebring, fand am 21. März 2009 auf dem Sebring International Raceway statt und war der erste Wertungslauf der ALMS-Saison 2009.

## Das Rennen
Wieder gab ein neuer Le-Mans-Prototyp von Audi in Sebring sein Renndebüt. Bereits vor Ablauf der Rennsaison 2007 waren sich die Verantwortlichen von Audi Motorsport und der Leitung von Wolfgang Ullrich darüber im klaren, dass der R10 TDI nur noch begrenzte Möglichkeiten zur Weiterentwicklung und Steigerung der Rennleistung hatte. Daraufhin wurde im Herbst 2007 beschlossen, ein völlig neues Fahrzeug zu entwickeln. Besonderer Wert wurde auf die Aerodynamik gelegt. Die hohe Nase ermöglicht eine bessere Durchströmung des Fahrzeugs mit Luft. Dadurch entsteht weniger Luftwiderstand und mehr Anpressdruck als beim Vorgänger. Der neue 90°-V10-TDI-Motor mit 5500 cm³ Hubraum ist leichter und sparsamer als sein 12-Zylinder-Vorgänger. Er hat ein maximales Drehmoment von 1050 Nm und eine maximale effektive Leistung von ca. 445 kW (605 PS).
Die 2007 ausgebrochene Weltwirtschaftskrise hatte auch im Motorsport Spuren hinterlassen. Am Renntag gingen nur 26 Fahrzeuge ins Rennen, das kleinste Starterfeld seit der ersten Rennveranstaltung 1952. Das Rekordstarterfeld gab es 1983 mit 84 Teilnehmern. Dennoch war das Rennen 2009 eines der Rekorde. Die Sieger legten die Rekorddistanz von 2280,601 Kilometern zurück, und mit einem Schnitt von 189,880 km/h war es auch das bisher schnellste Rennen der Sebring-Geschichte. In Summe gab es 23 Führungswechsel; beide Audi R15 TDI und beide Peugeot 908 HDi FAP lagen im Verlauf des Rennens irgendwann einmal in Führung.
Spannend war vor allem die Schlussphase. Durch einen Reifenschaden war der Peugeot 908 HDi FAP mit Startnummer 08 zurückgefallen, kam aber in der Schlussphase wieder an den führenden Audi mit der Nummer 2 heran. Die Peugeots fuhren nach einem unterschiedlichen Tankrhythmus gegenüber den Audis. Nach seinem letzten Tankstopp lag Franck Montagny im Peugeot nur 36 Sekunden hinter dem führenden Audi, der von Allan McNish gefahren wurde. Dieser Vorsprung reichte für den Audi nicht aus, um nach seinem noch notwendigen letzten Stopp in Führung zu bleiben. McNish gelang es jedoch, den Vorsprung in kürzester Zeit um weitere 20 Sekunden zu vergrößern, sodass der Wagen auch noch dem Stopp an der Spitze blieb. Bei Fallen der Zielflagge hatten McNish, Rinaldo Capello und Tom Kristensen im Audi einen Vorsprung von 22,279 Sekunden auf den Peugeot von Franck Montagny, Stéphane Sarrazin und Sébastien Bourdais.

## Ergebnisse

### Schlussklassement
| 1               | LMP1 | 2   | Audi Sport Team Joest                  | Allan McNish Rinaldo Capello Tom Kristensen          | Audi R15 TDI                  | 383 |
| 2               | LMP1 | 08  | Team Peugeot Total                     | Franck Montagny Stéphane Sarrazin Sébastien Bourdais | Peugeot 908 HDi FAP           | 383 |
| 3               | LMP1 | 1   | Audi Sport North America               | Mike Rockenfeller Marco Werner Lucas Luhr            | Audi R15 TDI                  | 381 |
| 4               | LMP2 | 15  | Lowe’s Fernandez Racing                | Luis Díaz Adrián Fernández                           | Acura ARX-01b                 | 360 |
| 5               | GT1  | 3   | Corvette Racing                        | Jan Magnussen Johnny O’Connell Antonio García        | Chevrolet Corvette C6.R       | 349 |
| 6               | GT1  | 4   | Corvette Racing                        | Oliver Gavin Olivier Beretta Marcel Fässler          | Chevrolet Corvette C6.R       | 348 |
| 7               | GT2  | 62  | Risi Competizione                      | Mika Salo Pierre Kaffer Jaime Melo                   | Ferrari F430 GTC              | 332 |
| 8               | GT2  | 95  | Advanced Engineering Pecom Racing Team | Gianmaria Bruni Matías Russo Luís Pérez Companc      | Ferrari F430 GTC              | 330 |
| 9               | GT2  | 21  | Panoz Team PTG                         | Dominik Farnbacher Ian James                         | Panoz Esperante GT-LM         | 329 |
| 10              | GT2  | 45  | Flying Lizard Motorsports              | Jörg Bergmeister Patrick Long Marc Lieb              | Porsche 997 GT3 RSR           | 326 |
| 11              | GT2  | 44  | Flying Lizard Motorsports              | Seth Neiman Darren Law Johannes van Overbeek         | Porsche 997 GT3 RSR           | 326 |
| 12              | GT2  | 61  | Risi Competizione                      | Niclas Jönsson Tracy Krohn Eric van de Poele         | Ferrari F430 GTC              | 325 |
| 13              | GT2  | 40  | Robertson Racing LLC                   | David Murry Andrea Robertson David Robertson         | Ford GT-R Mk.7                | 303 |
| 14              | GT2  | 87  | Farnbacher Loles Racing                | Dirk Werner Wolf Henzler Richard Lietz               | Porsche 997 GT3 RS            | 274 |
| Ausgefallen     |      |     |                                        |                                                      |                               |     |
| 15              | LMP1 | 07  | Team Peugeot Total                     | Pedro Lamy Nicolas Minassian Christian Klien         | Peugeot 908 HDi FAP           | 356 |
| 16              | LMP1 | 9   | Patron Highcroft Racing                | David Brabham Scott Sharp Dario Franchitti           | Acura ARX-02a                 | 302 |
| 17              | GT2  | 11  | Primetime Race Group                   | Joel Feinberg Chris Hall Ritchie Holt                | Dodge Viper Competition Coupe | 251 |
| 18              | LMP1 | 66  | de Ferran Motorsports                  | Gil de Ferran Simon Pagenaud Scott Dixon             | Acura ARX-02a                 | 246 |
| 19              | GT2  | 007 | Drayson Racing                         | Rob Bell Jonny Cocker Paul Drayson                   | Aston Martin V8 Vantage GT2   | 204 |
| 20              | LMP1 | 12  | Autocon Motorsports                    | Chris McMurry Tony Burgess Bryan Willman             | Lola B06/10                   | 151 |
| 21              | LMP2 | 20  | Dyson Racing Team Inc.                 | Butch Leitzinger Marino Franchitti Ben Devlin        | Lola B08/86                   | 149 |
| 22              | GT2  | 92  | BMW Rahal Letterman Racing             | Dirk Müller Tommy Milner                             | BMW E92 M3                    | 140 |
| 23              | LMP2 | 16  | Dyson Racing Team Inc.                 | Chris Dyson Guy Smith Andy Lally                     | Lola B09/86                   | 127 |
| 24              | GT2  | 28  | LG Motorsports                         | Lou Gigliotti Lucas Molo Eric Curran                 | Chevrolet Corvette C6.R       | 89  |
| 25              | LMP1 | 37  | Intersport Racing                      | Clint Field Chapman Ducote Jon Field                 | Lola B06/10                   | 77  |
| 26              | GT2  | 90  | BMW Rahal Letterman Racing             | Bill Auberlen Joey Hand                              | BMW E92 M3                    | 27  |
| Nicht gestartet |      |     |                                        |                                                      |                               |     |
| 27              | GT2  | 18  | VICI Racing                            | Nicky Pastorelli Johannes Stuck Hans-Joachim Stuck   | Porsche 997 GT3 RSR           | 1   |

1 nicht gestartet

### Nur in der Meldeliste
Hier finden sich Teams, Fahrer und Fahrzeuge, die ursprünglich für das Rennen gemeldet waren, aber aus den unterschiedlichsten Gründen daran nicht teilnahmen.
| Pos. | Klasse | Nr. | Team             | Fahrer                                            | Chassis             |
| ---- | ------ | --- | ---------------- | ------------------------------------------------- | ------------------- |
| 28   | GT2    | 5   | VICI Racing      | Richard Westbrook Marc Basseng Lance David Arnold | Porsche 997 GT3 RSR |
| 29   | GT2    | 17  | Team Falken Tire |                                                   | Porsche 911 GT3 RSR |

### Klassensieger
| Klasse | Fahrer        | Fahrer           | Fahrer         | Fahrzeug                | Platzierung im Gesamtklassement |
| ------ | ------------- | ---------------- | -------------- | ----------------------- | ------------------------------- |
| LMP1   | Allan McNish  | Rinaldo Capello  | Tom Kristensen | Audi R15 TDI            | Gesamtsieg                      |
| LMP2   | Luis Diaz     | Adrian Fernandez |                | Acura ARX-01b           | Rang 4                          |
| GT1    | Jan Magnussen | Johnny O’Connell | Antonio Garcia | Chevrolet Corvette C6.R | Rang 5                          |
| GT2    | Mika Salo     | Pierre Kaffer    | Jaime Melo     | Ferrari F430 GTC        | Rang 7                          |

### Renndaten
- Gemeldet: 29
- Gestartet: 26
- Gewertet: 14
- Rennklassen: 4
- Zuschauer: unbekannt
- Wetter am Renntag: warm, trocken und sonnig
- Streckenlänge: 5,955 km
- Fahrzeit des Siegerteams: 12:00:38,638 Stunden
- Gesamtrunden des Siegerteams: 383
- Gesamtdistanz des Siegerteams: 2280,601 km
- Siegerschnitt: 189,880 km/h
- Pole Position: Scott Dixon – Acura ARX-02a (#66) – 1:45,278 – 203,617 km/h
- Schnellste Rennrunde: Sébastien Bourdais – Peugeot 908 HDi-FAP (#08) – 1:43,274 – 207,568 km/h
- Rennserie: 1. Lauf zur ALMS-Saison 2009